# عمار طيفور
عمار كمال الدين طيفور (12 أبريل 1997) هو لاعب كرة قدم سوداني محترف ولد في الولايات المتحدة الأمريكية. يلعب كلاعب وسط في الاهلي طرابلس الليبيومنتخب السودان لكرة القدم.